# William F. Waldow

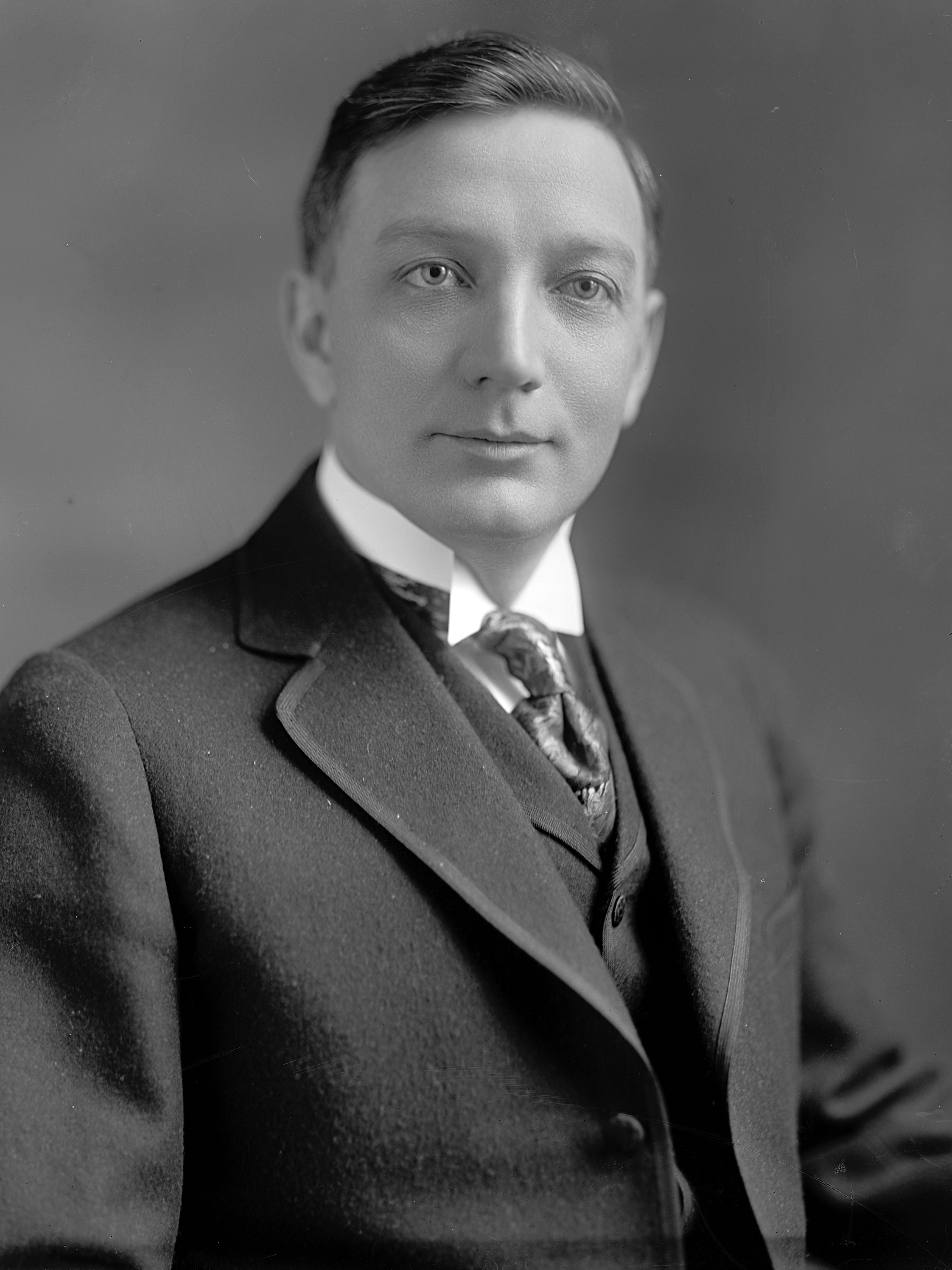
William F. Waldow

William Frederick Waldow (* 26. August 1882 in Buffalo, New York; † 16. April 1930 in Snyder, New York) war ein US-amerikanischer Politiker. Zwischen 1917 und 1919 vertrat er den Bundesstaat New York im US-Repräsentantenhaus.

## Werdegang
William Waldow besuchte die öffentlichen Schulen seiner Heimat und absolvierte danach eine Lehre zum Installateur. Anschließend arbeitete er in diesem Beruf. Gleichzeitig schlug er als Mitglied der Republikanischen Partei eine politische Laufbahn ein. Zwischen 1912 und 1913 saß er im Stadtrat von Buffalo; im Jahr 1916 gehörte er dem Staatsvorstand seiner Partei an.
Bei den Kongresswahlen des Jahres 1916 wurde Waldow im 42. Wahlbezirk von New York in das US-Repräsentantenhaus in Washington, D.C. gewählt, wo er am 4. März 1917 die Nachfolge des Demokraten Daniel A. Driscoll antrat. Da er im Jahr 1918 nicht bestätigt wurde, konnte er bis zum 3. März 1919 nur eine Legislaturperiode im Kongress absolvieren. Diese war von den Ereignissen des Ersten Weltkrieges geprägt.
Nach seiner Zeit im US-Repräsentantenhaus nahm William Waldow seine frühere Tätigkeit wieder auf. Im Juni 1920 nahm er als Delegierter an der Republican National Convention in Chicago teil, auf der Warren G. Harding als Präsidentschaftskandidat nominiert wurde. Zwischen 1921 und 1923 war er Sheriff im Erie County. Er starb am 16. April 1930 in Snyder, einem Vorort von Buffalo. 